# Commanderie de Merlan
La commanderie de Merlan est une commanderie hospitalière dont l'origine remonte aux Templiers et qui se trouve sur la commune d'Aussonce dans le département des Ardennes.

## Description géographique
La ferme agricole de Merlan est presque à mi-chemin des communes d'Aussonce au nord, de La Neuville-en-Tourne-à-Fuy à l'est et de Pontfaverger-Moronvilliers au sud. Elle est située à un peu plus de quinze kilomètres au nord-est de Reims.

## Histoire
Les terres aux alentours relevaient de l’archevêché de Reims aux XIIe et XIIIe siècles et les Templiers de Merlan sont mentionnés pour la première fois en 1166 lorsque Henri, archevêque de Reims leur fait don de la terre de Grand-Mont. Il s'agissait d'un dédommagement pour des dégâts causés à leur moulin par les eaux du vivier de Bétheniville qui lui appartenait. Cet acte mentionne également que le seigneur Gauthier Potrel renonçait à ses droits sur les terres près de Merlan en faveur des Templiers.
Dès le début du XIIIe siècle, cette commanderie est étroitement liée avec celles de Boult-aux-Bois et de Reims ainsi qu'avec les maisons du Temple de la Chambre-aux-Loups à (Vouziers) et de Seraincourt. Il est d'ailleurs difficile d'établir avec précision l'importance respective de Boult-aux-Bois et de Merlan avant que celles-ci ne passent entre les mains des Hospitaliers à la suite du procès de l'ordre du Temple.

### L'ordre du Temple
Les commandeurs templiers :
| Commandeur / Précepteur | Période |
| ----------------------- | ------- |
| Renaud de Vichier       | 1245    |

Voici quelques dates qui ont marqué l'histoire et l'expansion de cette commanderie avant la disparition des templiers:
- 1216 : Bauduin de Saint-Pierre leur donne des terres ainsi que les droits seigneuriaux à proximité de Bétheniville[5].
- 1217 : Guy de Cérisy, seigneur d'Aussonce donne la moitié de sa villa du même lieu et leur vend l'autre moitié pour 300 livres. Ils cèdent en contrepartie leur métairie de La Neuville-en-Tourne-à-Fuy tout en conservant le droit de justice[2].
- 1237 : accord avec l'abbaye de Saint-Thierry pour des biens à Telines (devenue Blaise et rattachée depuis à Vouziers) et à Condé-lès-Vouziers[6]
- 1239 : Acquisition de toutes les terres dites des Ferments sur la commune d'Aussonce. Ces terres appartenaient avant à Robert, seigneur de Sommevesle[5].
- 1254 : L'archevêque de Reims Thomas de Beaumetz cède tous ses marais à Hauviné à condition que ses hommes puissent continuer à faire paître leurs troupeaux et en échange de la rente que les Templiers percevaient à Saint-Hilaire[7],[8]
- 1287 : le commandeur de Merlan qui s’appelait Thierry de Boux effectua une réception dans la chapelle de la commanderie de Boult-aux-Bois[3]
- 1295 : ce même commandeur, effectue la réception d'un frère dans la maison du Temple de Seraincourt[3].
- 1296 : il se désignait comme précepteur de Boux[3].

### L'ordre de Saint-Jean de Jérusalem
Les commandeurs hospitaliers :
| Commandeur / Précepteur                    | Période |
| ------------------------------------------ | ------- |
| Beauduin de Clarcy                         | 1320    |
| Pierre de Brancourt                        | 1337    |
| Jean d'Estorcy                             | 1356    |
| Guillaume de Chauconin                     | 1363    |
| Jean Cassinel                              | 1378    |
| Louis de Mauregard                         | 1412    |
| Louis de Garancières                       | 1474    |
| Georges de Huthenove                       | 1495    |
| Jean du Sart                               | 1525    |
| Jean Dache ou d'Ache                       | 1569    |
| Charles de La Rama                         | 1574    |
| Ogier d'Amour                              | 1581    |
| Adrien de Vignacourt                       | 1621    |
| Antoine le Tonnelier de Breteuil           | 1690    |
| Louis Roger de Blécourt de Tincourt        | 1696    |
| Eustache de Vauquelin Deschesnes           | 1715    |
| Joseph de Lancry                           | 1752    |
| Charles-Casimir de Rogres de Champignelles | 1767    |
| Louis de Mascrani                          | 1779    |

Voici